# Sistemul Pitagora (muzică)
Sistemul lui Pitagora este o scară sonoră care are cvinte (prin urmare și cvarte) pure.
A fost scara sonoră preferată in muzica instrumentală a Evului Mediu.

## Descriere
Un ton (T) in sistemul Pitagora este egal prin definiție cu o creștere a frecvenței de 9/8=1.125, sau 203.9 de sutimi.
O octavă este egală cu cinci tonuri (T) plus două semitonuri diatonice. Prin urmare, un semiton diatonic (prescurtat aici sd) (sau diesis, sau limma, sau semitonul mic) este egal cu {\displaystyle (1200-5\times 203.9)/2=90.2} de sutimi. Semitonul diatonic nu este egal cu jumătate de ton.
Semitonul cromatic (prescurtat sc) (sau apotome, sau semitonul mare) este egal cu diferența dintre un ton și semitonul diatonic, sau 113.7 de sutimi.
| Simbol | Nume            | Raport | Sutimi | Creștere față de primă P1 sau descreștere față de octavă P8 |
| ------ | --------------- | ------ | ------ | ----------------------------------------------------------- |
| P1     | Prima           | 1.000  | 0      | P1                                                          |
| m2     | Secunda mică    | 1.0535 | 90.2   | P1+sd                                                       |
| M2     | Secunda mare    | 1.125  | 203.9  | P1+T                                                        |
| m3     | Terța mică      | 1.185  | 293.9  | P1+T+sd                                                     |
| M3     | Terța mare      | 1.2656 | 407.8  | P1+T+T                                                      |
| P4     | Cvarta perfectă | 1.333  | 497.6  | P1+T+T+sd                                                   |
| P4♯    | Cvarta mărită   | 1.424  | 611.7  | P1+T+T+sd+sc                                                |
| P5     | Cvinta perfectă | 1.500  | 701.9  | P1+T+T+T+sd=P8-T-T-sd                                       |
| m6     | Sexta mică      | 1.580  | 792.2  | P8-T-T                                                      |
| M6     | Sexta mare      | 1.6875 | 905.9  | P8-T-sd                                                     |
| m7     | Septima mică    | 1.778  | 996.3  | P8-T                                                        |
| M7     | Septima mare    | 1.898  | 1109.8 | P8-sd                                                       |
| P8     | Octava          | 2.000  | 1200   | P8                                                          |